# Internetphänomen
Als Internetphänomen (auch Internet-Hype oder virales Phänomen) wird ein Konzept in Form eines Links oder einer Audio-, Bild-, Text- oder Videodatei bezeichnet, das sich schnell über das Internet verbreitet. Umgangssprachlich wird eine Meldung, die sich rasant verbreitet, dadurch beschrieben, dass sie „viral geht“, sich also so schnell verbreitet wie ein Virus. Die am weitesten verbreitete Form ist die eines über das Internet verbreiteten Memes. Bilder, die nachträglich mit kurzen prägnanten Texten versehen sind und auf sozialen Medien geteilt werden, werden auch „Image Macro“ genannt.

## Entstehung von Internetphänomenen
Das Interesse der Nutzer im Rahmen eines Internetphänomens macht sich an verschiedenen Arten von Medieninhalten fest (Beispiele s. u.), dazu gehören unter anderem Flash-Animationen, Kurzfilme, Bilder, Audiobeiträge, Blogs und ganze Websites. Die Inhalte können humoristischer, satirischer oder „schockierender“ Natur sein, ihre Intention umfasst neben künstlerischer Verwirklichung, dem Versuch einer solchen und Werbung auch Selbstdarstellung und Propaganda. Nicht immer übernimmt ein Ersteller die Verantwortung für das Einstellen der Inhalte in das Medium Internet, sodass ein  Veröffentlichen auch ohne Wissen und Zustimmen der dargestellten Personen erfolgen kann.
Mit zunehmender Verbreitung des Internets im privaten und gewerblichen Umfeld und dessen Etablierung als Massenmedium seit Mitte der 1990er Jahre nahmen die Möglichkeiten Einzelner, Informationen schnell und nahezu kostenlos zu verbreiten, sprunghaft zu. Über Websites, Formen des Chats, Massenversand von E-Mails, Blogs, Wikis, Internetfernsehen etc. bietet sich die Möglichkeit, mittels Hyperlinks auf Inhalte aufmerksam zu machen, das gelegentliche Aufgreifen etablierter Massenmedien forciert das Publikumsinteresse. Der Austausch von Dateien wurde darüber hinaus auch durch die verschiedenen Möglichkeiten des gemeinsamen Datenzugriffs und Websites, die das Einstellen von Kurzfilmen und Bildern durch Nutzer gestatten, ohne dass dieser über eigenen Speicherplatz auf einem Server verfügen muss, vereinfacht. Auch die zunehmende Verfügbarkeit digitaler Aufnahmetechniken (Camcorder, Digitalkameras, Webcams) sowie die zum Verarbeiten notwendige Hard- und Software ermöglicht und vereinfacht das Erstellen von Bildern, Videos und Tonaufnahmen außerhalb eines professionellen Umfeldes.

## Auftreten außerhalb des Internets
Ein Internetphänomen kann national oder international auch außerhalb des Internets Resonanz finden. Indem ein Internetphänomen eine gewisse Popularität im Internet erlangt, kann es sich auch über die Grenzen des Internets hinausbewegen. Das Auftreten außerhalb des Internets kann in vielen verschiedenen Formen erfolgen. So können sie zum Beispiel durch andere Medien aufgegriffen und verwertet werden. Das Musikvideo zum Lied Pork and Beans der US-amerikanischen Rock-Band Weezer etwa beinhaltet eine Vielzahl an Gastauftritten und Anspielungen auf populäre Internetphänomene. 2011 wurden vor allem bei US-amerikanischen Protestveranstaltungen viele Schilder mit populären Internetphänomen gesichtet, wie Pedobear oder Sad Keanu Reeves.
Ein Beispiel für die Umsetzung eines Internetphänomens in die Realität stellt „Rickrolling“ dar. Dabei wird ein Internetnutzer durch einen Link auf das Musikvideo zu Rick Astleys Song Never Gonna Give You Up geleitet. Seinen Ursprung hat „Rickrolling“ auf dem Imageboard 4chan. Waren diese Späße zunächst nur auf das Internet beschränkt, fanden sie rasch auch ihren Weg ins echte Leben. Das reicht von Protesten gegen Scientology über Baseball- und Basketball-Spiele und Flashmobs bis hin zu den MTV Europe Music Awards 2008, wo Rick Astley zum „Best Act Ever“ gekürt wurde, und der Macy’s Thanksgiving Day Parade, auf der Rick Astley eine laufende Musiknummer „rickrollt“.

## Beispiele

### Ereignisse
- Der Kopfstoß von Zinédine Zidane gegen Marco Materazzi im Endspiel der Fußball-Weltmeisterschaft 2006 löste im Internet eine große Resonanz aus. Focus-Online berichtete, dass neben Computerspielen, bei denen man so vielen italienischen Fußballspielern wie möglich einen Kopfstoß geben muss, auch Szenen auf offener Straße nachgestellt, gefilmt und ins Netz gestellt wurden.[11]
- Die Zerstörung eines Blumenkübels in Neuenkirchen löste am 3. August 2010 die rasante Verbreitung des Hashtags #Blumenkübel über den Mikrobloggingdienst Twitter aus.
- Das Geständnis des Bergsteigers Christian Stangl, er habe seine Besteigung des K2 nur visualisiert[12] und das Gipfelfoto sei gar nicht am Gipfel des K2 entstanden,[13] führte zuerst auf Twitter zu einer rasanten Verbreitung und schließlich zu einer gemeinsamen virtuellen Erstbesteigung des K2[14] via Foursquare mit über 700 Teilnehmern.[15]
- Während einer Rede des damaligen US-Senators und Ex-Präsidentschaftskandidaten John Kerry am 17. September 2007 in einem Hörsaal an der Universität von Florida wurde der 21-jährige Student Andrew Meyer mit Gewalt aus dem Hörsaal befördert. Da sich Meyer zur Wehr setzte, wurde er von den Sicherheitskräften mit einer Elektroschockpistole ruhiggestellt. Mehrere Videos des Vorfalls wurden ins Internet hochgeladen und erreichten Zugriffe in Millionenhöhe. In Folge kam die Phrase „Don’t Tase me, Bro“ zu einer hohen Beliebtheit im Netz.[16] Diese führte so weit, dass das Wort „tase/taze“ vom New Oxford American Dictionary als eines der Wörter des Jahres 2007 gelistet wurde.[17]

### Selbstdarsteller
- Andy Milonakis erlangte durch kurze Videos, die er selbst vor der Webcam drehte, schnell Bekanntheit. Er erhielt bei MTV eine eigene Comedyshow (The Andy Milonakis Show), die auch in Deutschland ausgestrahlt wurde. Die Sendung wurde in Deutschland nach wenigen Folgen wieder abgesetzt. In den USA wurden drei Staffeln ausgestrahlt.
- Das Video des „Star Wars Kid“, der mit seiner Videokamera Privataufnahmen seiner Kampfbewegungen macht, welche die Kampfbewegungen des Darth Maul aus Star Wars nachahmen. Die Aufnahmen gelangten durch einen Schulkameraden ins Internet.[18]
- „lonelygirl15“ ist der Name einer Web-Serie, die sich um das Leben des fiktiven 16-jährigen Mädchens Bree dreht. Die Serie lief von Juni 2006 bis August 2008. Im September 2006 wurde bekannt, dass es sich um einen Fake handelt.[19][20] Mit ihren scheinbar realen Video-Blog-Einträgen wurde Lonelygirl15 eine populäre Gestalt im Internet. Bree wurde von der US-amerikanisch-neuseeländischen Schauspielerin Jessica Lee Rose dargestellt.
- Ein deutscher Selbstdarsteller, der unfreiwillig berühmt wurde, ist Norman Kochanowski unter dem Künstlernamen „Leopold Slikk“, der in einem Video, das international die Bezeichnung „Angry German Kid“ erhielt, seine Tastatur zerschmettert, weil ein Egoshooter-Computerspiel seiner Meinung nach zu langsam lädt. Der Schauspieler drehte zuvor bereits als Parodie auf die damalige Jugendkultur ein weiteres virales Video, in dem er als „echter Gangster“ auftritt und dabei erzählt, wie er verschiedene Sozialnormen bricht. Nach dem Amoklauf von Emsdetten griff eine Fernsehsendung sein Video Angry German Kid, das für echt gehalten wurde, in dem Beitrag „Killerspiele und der Amoklauf von Emsdetten“ auf und verhalf ihm so zu Internetruhm. „Slikk“ wurde danach von Mitschülern und im Internet gemobbt und löschte als Reaktion darauf, soweit ihm möglich, seine Videos, die jedoch weiterhin im Internet auffindbar sind. Als Erwachsener produzierte er nichtvirale Videos über Bodybuilding, bei deren Kommentarfunktion er Nutzerfragen über seine früheren viralen Videos ignorierte.[21]

### Hoaxes
- Der „Tourist Guy“, ein Mann mit einer Wollmütze, wurde aufgrund des angeblich letzten Fotos vor den Anschlägen des 11. September 2001 weltweit bekannt. Infolgedessen wurde er so populär, dass er unter anderem in historische Momente wie den Absturz der Hindenburg eingebaut wurde. Später stellte sich das Bild als Fälschung heraus.
- Bonsai Kitten war eine 2000 entstandene Website, die behauptete, sogenannte Bonsai-Katzen zu verkaufen. Die Katzen würden als Junge mehrere Monate in kleine Glasbehälter gesperrt, wodurch die Tiere die Form der Behälter annähmen.

### Musik
- Das Lied Gangnam Style von Psy, das innerhalb weniger Wochen weltweit mehrere Millionen Klicks auf YouTube erreichte und so zum damals erfolgreichsten Internetvideo wurde. Der Popstar schaffte es so innerhalb kürzester Zeit zu globaler Berühmtheit; selbst der UN-Generalsekretär Ban Ki-Moon tanzte mit Psy den „Gangnam Style“.
- Das Lied Call Me Maybe von Carly Rae Jepsen, das durch verschiedenste virtuelle Tanzeinlagen, unter anderem von der US Army und dem amerikanischen Olympia-Schwimmteam, vom normalen Musikstück zum Internetphänomen wurde.
- Der sogenannte Harlem Shake, bei dem sich Menschen zum Teil Flashmob-artig in zuckenden Bewegungen zu dem Lied Harlem Shake von Harry Rodrigues (besser bekannt als Baauer) bewegen und die Videos daraufhin ins Internet stellen. Bekannt wurden besonders Flashmobs in New York City und Tanzeinlagen der US Marines.[22]
- Das Musikvideo Wo bist du mein Sonnenlicht?[23] von Grup Tekkan, einer Gruppe in ihrer Freizeit musizierender türkischstämmiger Jugendlicher, hatte durchschlagenden Erfolg, der weniger in den musikalischen Qualitäten der Jugendlichen als in der humoristischen Note begründet war. Das Video kursierte zunächst im Internet, war dann aber auch in der Fernsehsendung TV total zu sehen.
- Die Liedperformance Kleiner Hai von Alemuel wurde nach der Veröffentlichung des Videos von einer Vielzahl von Benutzern in eigener Version nachgeahmt und als Antwort ins Netz gestellt. Schließlich erhielt Alemuel für das Lied sogar einen Plattenvertrag.
- Die im Abspann der Anime-Fernsehserie Die Melancholie der Haruhi Suzumiya gezeigte Animation zu dem Titel Hare Hare Yukai wurde ebenfalls ein Internetphänomen. Es existieren zahlreiche Parodien und von Fans erstellte Videos, die sich auf die Musik und/oder die Choreografie beziehen.[24] Der Lizenzbesitzer Kadokawa Shoten nutzt diese Entwicklung für ein millionenschweres Experiment zwecks Überprüfung der Medienwirksamkeit und versucht die Fans bei der Legalisierung der Videos zu unterstützen, die teilweise millionenfach angesehen wurden.[25]
- Bei Vocaloid handelt es sich um einen von der Yamaha Corporation entwickelten Synthesizer, mit dessen Hilfe es möglich ist, Gesang wie mit einem Instrument zu erzeugen. Aufbauend auf der Software entstanden verschiedene kommerzielle Stimmen und zugehörige Figuren, die als Vocaloids bezeichnet werden. Ausgehend von der japanischen Internetseite Nico Nico Douga entwickelten sich tausende von Musikstücken, und es erwuchs ein gewisser Kult um die Figuren. Besonders bekannt davon ist die Figur und Stimme Miku Hatsune, deren Alben und Singles sich ebenfalls in den japanischen Charts platzieren konnten.
- Autotune the News ist eine Internetserie, in der hauptsächlich Nachrichtenberichte aus dem amerikanischen Fernsehen mittels Autotuner so verändert werden, dass es den Anschein hat, als ob die Moderatoren singen würden. Produziert werden diese Videos von der Musikgruppe „The Gregory Brothers“. Innerhalb kürzester Zeit erreichten ihre Videos eine immense Popularität im Internet sowie auch außerhalb des Netzes. Der Song Bed Intruder, der seine Basis in einem Nachrichtenbericht über eine versuchte Vergewaltigung und insbesondere des skurrilen Interviews mit Antoine Dodson hat, stieg sogar auf Platz 89 der amerikanischen Billboard Hot 100 ein[26] und hatte bei YouTube schnell über 75 Millionen Zugriffe.[27]
- Caramelldansen ist ein Lied der schwedischen Gruppe Caramell. Dieses Lied wird oft mit japanischen Animefiguren kombiniert, diese tanzen dann zu der im Hintergrund laufenden Musik. Meist wird aber nicht das Original verwendet, sondern der Speedycake remix. Diese Tanzvideos sind erst auf der japanischen Videoplattform Nico Nico Douga erschienen, später wurden sie auch auf YouTube immer beliebter.[28]
- Das Lied Sandstorm von Darude wird im Internet oft verwendet, um Leute, die nach einem bestimmten Lied fragen, hereinzulegen. Der Trend entwickelte sich in diversen Spielen und IRC-channels als Antwort auf die Frage, wie der Titel eines (durch ein Kommando) abgespielten Liedstücks lautet.
- Die inzwischen aufgelöste US-amerikanische Trancecore-Band Attack Attack! veröffentlichte im Jahr 2008 das Musikvideo zum Lied Stick Stickly und wurde zum Begründer des Internetphänomens Crabcore. In dem Musikvideo war zu sehen, wie die Musiker beim Headbangen in einem Breakdown Stellungen eingenommen haben, welche stark an Krabbenstellung erinnern.[29] Die Band nahm dies humorvoll hin und verkaufte zeitweise T-Shirts mit Aufschriften wie „Crab Fucking Core“ oder „Major League Crabcore“ mit abgewandelten MLB-Logo. Der US-amerikanische YouTube-Comedian Jarrod Alonge verkauft zudem Shirts mit der Aufschrift „Defend Crabcore“ als Merchandising-Produkt für seine fiktive Metalcore-Band Amidst the Grave’s Demons.
- Das Musikstück Sad Romance von Ji Pyeong-gwon für den Soundtrack der südkoreanischen Fernsehserie Over the Green Fields (저 푸른 초원위에 Jeo Pureun Chowonwie) aus dem Jahr 2003 wird vor allem für Parodien verwendet. Die Melodie ist sehr traurig und wird dazu verwendet, Dinge und Ereignisse zu dramatisieren und zu parodieren.
- Das bereits im Jahr 2009 veröffentlichte Lied Shooting Stars des australischen Alternative-House-Duos Bag Raiders wurde 2017 zu einem Meme. Hierbei sind Personen oder Tiere zu sehen, die durch Stolpern oder ähnliches Fallen inmitten eines surrealen Hintergrundes, der nachträglich eingefügt wurde, „durch Raum und Zeit“ fliegen. Begleitet werden diese Darstellungen durch die ersten gesangsfreien Sekunden des Musikstückes.

### Filme
- „Prank-Flash“, „Screamer“ oder „Shock-Flash“ sind die Bezeichnungen einer etwas länger anhaltenden Trendwelle von Flash-Animationen, in denen der Betrachter zuerst durch eine normale Geschichte mit leiser Musik abgelenkt bzw. angehalten wird, sich auf subtile Details zu konzentrieren, bis plötzlich aus dem Nichts eine „Horrorfratze“ mit tösendem Geschrei auftaucht und den Betrachter erschreckt. Die Fernsehwerbung für das Kaffee-Misch-Getränk „K-Fee“ griff dieses Konzept auf.[30] (Siehe auch: Jump-Scare)
- „Animutation“, ein Animationstrend innerhalb der Flash-Szene, in der mit möglichst wenig Aufwand möglichst viele bunte Bilder des Zeitgeschehens wahllos aneinander gereiht werden, meistens untermalt mit japanischer Dance-Musik.
- Neusynchronisierungen: Filmklassiker werden auf alberne Weise neu synchronisiert, beispielsweise Sinnlos im Weltraum (eine Parodie auf Star Trek), Lord of the Weed (eine Parodie auf Herr der Ringe), Harry Potter und ein Stein (eine Parodie von Coldmirror auf Harry Potter und der Stein der Weisen).

### Politik
- Der Vorsitzende der Enquete-Kommission Internet und digitale Gesellschaft des Deutschen Bundestags, Axel E. Fischer, hatte Mitte November 2010 in einem Zeitungsinterview[31] und dann auf seiner persönlichen Facebook-Seite[32] ausgeführt, es müsse ein „Vermummungsverbot“, also eine „Pflicht zur Klarnamen-Nennung im Internet“ in ausnahmslos allen Foren geben, im Gegenzug müsste ein „Radiergummi“ entwickelt werden, mit dem man Inhalte aus dem Internet löschen könne. Der Vorstoß stieß auf harsche Kritik. Die Vokabel „Vermummungsverbot“ stelle anonyme Internetnutzer auf eine Stufe mit gewalttätigen Beteiligten an Straßenschlachten, die Zulassung von Anonymität in Foren sei Angelegenheit der Betreiber von Foren und in vielen Fällen aus guten Gründen unumgänglich, eine Löschung einmal in das Web eingestellter Informationen dazu noch schier unmöglich. Wegen der technischen Absurdität der erhobenen Forderung wurden anschließend eine Vielzahl vermeintlich genauso sinnfreier fiktiver Forderungen („Axel E. Fischer, CDU, fordert“) auf Twitter und in Blogs tausendfach weiterverbreitet. Diese verbanden jeweils kreativ einen Fachbegriff aus dem Bereich IT, Netzkultur oder Computerspiele mit einer sinnlosen Forderung und verulkten so die fehlende Sachkunde des Politikers.[33][34][35] Nach einer Woche war Fischer mit mehr als einer Million Treffern bei Google (nach zuvor wenigen hundert) einer der im Netz bekanntesten Politiker Deutschlands.
- Das am 1. Mai 2011 im Weißen Haus während der Information über den parallel stattfindenden Militäreinsatz gegen Terrorführer Osama bin Laden aufgenommene Foto P050111PS-0210, das später als Situation Room bekannt wurde, wurde zahlreich innerhalb und außerhalb des Internets aufgegriffen und parodiert.
- Haustierverzehr-Lüge über haitianische Immigranten in Springfield (Ohio): Der Präsidentschaftskandidat der Republikanischen Partei Donald Trump behauptete im Rahmen der Präsidentschaftswahl in den Vereinigten Staaten 2024 in der Debatte mit Kamala Harris auf ABC fälschlicherweise, dass in Springfield (Ohio) Migranten aus Haiti (Haitianische Diaspora) die Haustiere der dortigen Einwohner essen würden.[36] In der Folge kam es zu mindestens 33 Bombendrohungen bei Institutionen in dem Ort ein, wie der Gouverneur von Ohio, Mike DeWine berichtete.[37] Wenig später wurde Trumps Fake News global verbreitet und persifliert, unter anderem mit dem Song Eating the Cats ft. Donald Trump[38] von The Kiffness, der auf YouTube bis zum 28. September 2024 9,3 Millionen Mal abgerufen wurde.[39]

### Werbung
- Die Werbewirtschaft versucht, das Auftreten dieses starken Nutzerinteresses im Rahmen des viralen Marketings zu nutzen. Werbebotschaften werden so kostenneutral, beispielsweise als „Spaßvideo“ oder Blog getarnt, durch Internetnutzer verbreitet. Auch Computerspiele wie Moorhuhn (Werbung für eine Whisky-Marke aus einer schottischen Gegend, in der reale Moorschneehühner vorkommen), die zum kostenlosen Herunterladen stehen und zur Weiterempfehlung anregen, fallen in diese Kategorie.[40]
- „Will it blend?“ ist eine Internetserie der Küchengerätefirma Blendtec. In den Videos werden diverse Objekte, wie etwa Mobiltelefone, Leuchtstäbe, Golfbälle o. ä., in einem Mixer vernichtet, um dessen Qualität zu bewerben.
- Das Phänomen Anna Swelund trat im Zusammenhang der Werbung für skandinavische Mobiltelefone in Erscheinung.
- Ein Werbeclip von „Flex Tape“ wurde ebenfalls ein viraler Insider-Witz unter Benutzern von Seiten wie beispielsweise „Reddit“, worauf sich aus Zitate wie „That’s a lot of damage“ ein Spaß gemacht wurde.

### Challenges
Eine Challenge (englisch für „Herausforderung“) im Umfeld sozialer Medien ist die Aufforderung, sich bei einer bestimmten Aufgabe zu filmen und das Video anschließend zu teilen. Die Art der Aufgaben reicht von harmlosen Geschicklichkeitsübungen bis zu potenziell lebensgefährlichen Mutproben.
- Die ALS Ice Bucket Challenge (deutsch: Eiskübel-Herausforderung) ist eine Aktion, die darin besteht, sich einen Eimer kaltes Wasser über den Kopf zu gießen und hiernach drei oder mehrere Personen zu nominieren, die dann 24 Stunden Zeit haben, es einem gleichzutun. Tut man dies nicht, soll man 100 US-Dollar, beziehungsweise 100 Euro, an die ALS Association spenden. Die Aktion soll auf die Nervenkrankheit Amyotrophe Lateralsklerose (ALS) aufmerksam machen und Spendengelder für deren Erforschung und Bekämpfung generieren.[42][43]
- Bottle Cap Challenge (deutsch etwa Schraubverschluss-Herausforderung) ist ein Internetphänomen, das Mitte 2019 auftauchte. Dabei werden Videos in den sozialen Medien veröffentlicht, in denen der Schraubverschluss einer Flasche mit einem Roundhouse-Kick von der Flasche gedreht wird.
- Blackout Challenge, Mutprobe, die bis zum Tod durch Ersticken führen kann
- Salt and Ice Challenge (deutsch: „Salz und Eis“-Herausforderung, kurz: Salz-Eis-Challenge) ist ein Internetphänomen, bei dem Teilnehmer sich zunächst Salz auf die bloße Haut streuen (häufig auf den Unterarm), darauf dann Eis legen (meist in Form von Eiswürfeln). Dabei entsteht ein Gefühl von Verbrennungen; die Teilnehmer wetteifern darum, wer am längsten durchhält. Aufnahmen der Aktionen werden in den sozialen Medien verbreitet.
- Hot-Chip-Challenge (deutsch: „Scharfer-Chip“-Herausforderung) ist ein Internetphänomen, bei dem Teilnehmer einen extrem scharfen Tortilla-Chip verzehren. Laut Hersteller handelt es sich bei dem „Hot Chip“ um den „schärfsten Chip der Welt“. Unter anderem stammen die Zutaten von der Carolina Reaper, die auch als die „Königin der Chilischoten“ bekannt ist sowie der Chilischote Trinidad Moruga Scorpion. Auf der Scoville-Skala erreicht ihre Schärfe bis zu 2.200.000 SHU. Der Hersteller selbst ruft dazu auf, Aufnahmen der Aktionen in den sozialen Medien zu verbreiten. Gleichzeitig wird auch vor massiven gesundheitlichen Risiken gewarnt.[44][45]

### Sonstiges

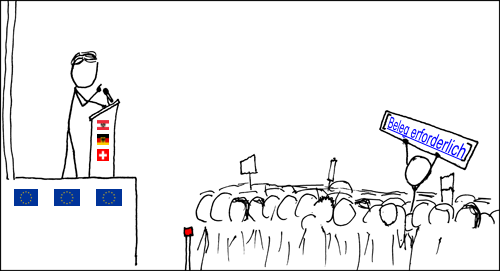
Deutsche Version des xkcd-Comics „Wikipedian Protester“

- Creepypasta, unheimliche fiktive Geschichten oder Moderne Sagen, die im Internet kursieren und sich um bestimmte Videos, Filme oder Videospiele drehen.[46] Videospiel-Creepypasta befassen sich oft mit einer gehackten, defekten, Bootleg- oder Beta-Version eines Videospieles, das in der Regel in Billigläden oder auf Flohmärkten erhältlich ist. Sie handeln oft von Änderungen im Gameplay, die besonders gewalttätig, sadistisch oder dämonisch sind.
- Lolcat, Fotos von Katzen, denen passende, orthographisch, interpunktorisch und grammatikalisch inkorrekte Worte in den Mund gelegt werden
- Grumpy Cat, eine aufgrund felinen Minderwuchses[47][48] ständig mürrisch schauende Katze. Ein YouTube-Video vom 25. September 2012 verbreitete sich viral.[49]
- Rage Comic, ein ziemlich einfach gestalteter Webcomic, der eine kurze Geschichte erzählt. Daraus entstanden sind mehrere „Rage Faces“.[50]
- Citation needed (Beleg erforderlich) hat sich durch die Verbreitung in und mit Wikipedia zu einem über die Netzkultur hinaus international bekannten Meme entwickelt.[51]
- All your base are belong to us, ein Zitat aus der Eröffnungssequenz des Computerspiels Zero Wing.
- Sex mit Cousine: Ein Webradio-Moderator liest einen Forumsbeitrag vor, der aufgenommen und durchs Internet rasend schnell verbreitet wurde.[52]
- Schockerseite, eine Website, auf deren Einstiegsseite direkt ein „obszönes“ oder schockierendes Bild gezeigt wird. Der Link wird als harmlose Empfehlung über E-Mail etc. verbreitet. Beispiele hierfür sind Goatse.cx und ebenso die Gay Nigger Association of America.[53]
- „…, but then I took an arrow in the knee“, ein Zitat von diversen Spielfiguren des Computerspiels Skyrim.[54] Häufig wird auch die nicht dem Originaltext entsprechende Formulierung „to the knee“ verwendet.
- Doge ist ein Meme, bei dem ein Bild eines Shiba mit einer kurzen Phrase in rudimentärem Englisch kombiniert wird.
- Das Social Beer Game, bei dem der „Nominierte“ ein Bier ohne abzusetzen leeren und daraufhin drei weitere Personen ernennen muss, die es ihm innerhalb von 24 Stunden gleichtun sollen. Der Trend stammt ursprünglich aus dem englischsprachigen Raum (wahrscheinlich Australien) und heißt dort Nek Nomination („to nek“ bedeutet ohne abzusetzen leeren), wobei es dort neben dem Trinken auch auf eine besonders skurrile Umsetzung ankommt.[55][56] Bei diesem Spiel soll es bereits zu zwei Todesfällen gekommen sein.[57]
- Zur Jahreswende 2015/16 geht das Foto von einem angeblich „800 Jahre alten Mobiltelefon“ um die Welt, nachdem Grenzwissenschaftler und UFO-Gläubige dies, versehentlich oder missbräuchlich, im YouTube-Kanal Paranormal Crucible[58] als Video veröffentlicht hatten.
- Sant Esteve de les Roures ist eine angeblich in Katalonien liegende, tatsächlich aber nur im Internet existierende Ortschaft, auf die seit 2018 zahlreiche Websites verweisen.[59][60]
- Hot Chicken Flavor Ramen vom südkoreanischen Produzenten Samyang Foods entwickelte sich aufgrund ihrer Schärfe zu einem Meme. Personen lieferten sich mit den Instant-Ramen Wettbewerbe, wer länger durchhält oder diese überhaupt essen kann.
- Als Distracted Boyfriend wurde ein Stockfoto bekannt, das einen Mann zeigt, der auf der Straße begeistert einer Frau hinterherschaut, obwohl seine Freundin neben ihm steht. Das Foto entwickelte sich 2017 zu einem Meme.
- Hide the Pain Harold ist die Bezeichnung eines Meme, das auf einem Stockfoto basiert, bei dem ein Mann verzweifelt lächelt.
- Das Instagram-Ei Eugene ist das Foto eines Vogeleis, das Anfang 2019 auf der Social-Media-Plattform Instagram gepostet wurde und innerhalb weniger Tage den bis dahin geltenden Weltrekord an Likes schlug. Die Jagd nach dem Weltrekord durch ein Ei fand ein breites Echo in den weltweiten Medien.
- Die Durham Bridge wurde als „Dosenöffner-Brücke“ bezeichnet.
- Sleeveface: Internetphänomen, bei dem eine oder mehrere Personen Körperteile mit Schallplatten-Hüllen verdecken oder erweitern und so eine Illusion erzeugen.
- Als Karen werden rassistische und überhebliche Frauen aus der weißen Mittelschicht der Vereinigten Staaten bezeichnet.
- Craig Shergold war ein Krebspatient, der über Internet und Usenet 1989 um Genesungskarten bat. Er überlebte und bis zu seinem Tod 2020 soll er über 350 Millionen Grußkarten erhalten haben. Die letzte öffentliche Äußerung Shergolds soll „es soll aufhören“ gewesen sein.
- Emu Emmanuel entwickelte sich 2022 zum Internetphänomen, weil er immer wieder seinen Kopf in die Videoaufnahmen seiner Tierpflegerin schob. Emmanuel wurde im Juli 2022 Ziel einer Desinformationskampagne unter dem Hashtag #RIP_Emmanuel. Im Herbst 2022 erkrankte er schwer, erholte sich jedoch wieder.
- Hawk Tuah, ein viral gegangenes Meme aus einem YouTube-Video von 2024, in dem Haliey Welch (* 2002) während eines Straßeninterviews den Ausspruch „Hawk Tuah“ verwendet, eine Onomatopoesie für das Spucken auf den Penis des Mannes beim Oralsex. Das Video verbreitete sich millionenfach in den sozialen Medien und erfuhr in den USA und international große Medienberichterstattung.